# Monasterio de San Juan de Duero
San Juan de Duero, conocido también como Arcos de San Juan de Duero, forma un conjunto de arquitectura románica castellana situado a las afueras de la ciudad de Soria, Castilla y León (España), y es la Sección Medieval del Museo Numantino. Lo que hoy se ve, la iglesia y el claustro, no son sino los restos de un monasterio de la Orden militar de los Hospitalarios de San Juan de Jerusalén o caballeros sanjuanistas, levantado en la primera mitad del siglo XII a orillas del río Duero y que se mantuvo habitado hasta el siglo XVIII.
El Centro de Estudios del Románico (CER) de la Fundación Santa María la Real puso en marcha, entre el 3 de noviembre y el 28 de diciembre de 2008, el concurso Maravillas del Románico Español para elegir los siete edificios preferidos por los aficionados a este estilo artístico. Tras una primera selección realizada por un equipo de expertos, San Juan de Duero quedó en cuarto puesto con 1706 votos, tras San Isidoro de León, la catedral de Santiago de Compostela y la catedral Vieja de Salamanca.

## Iglesia

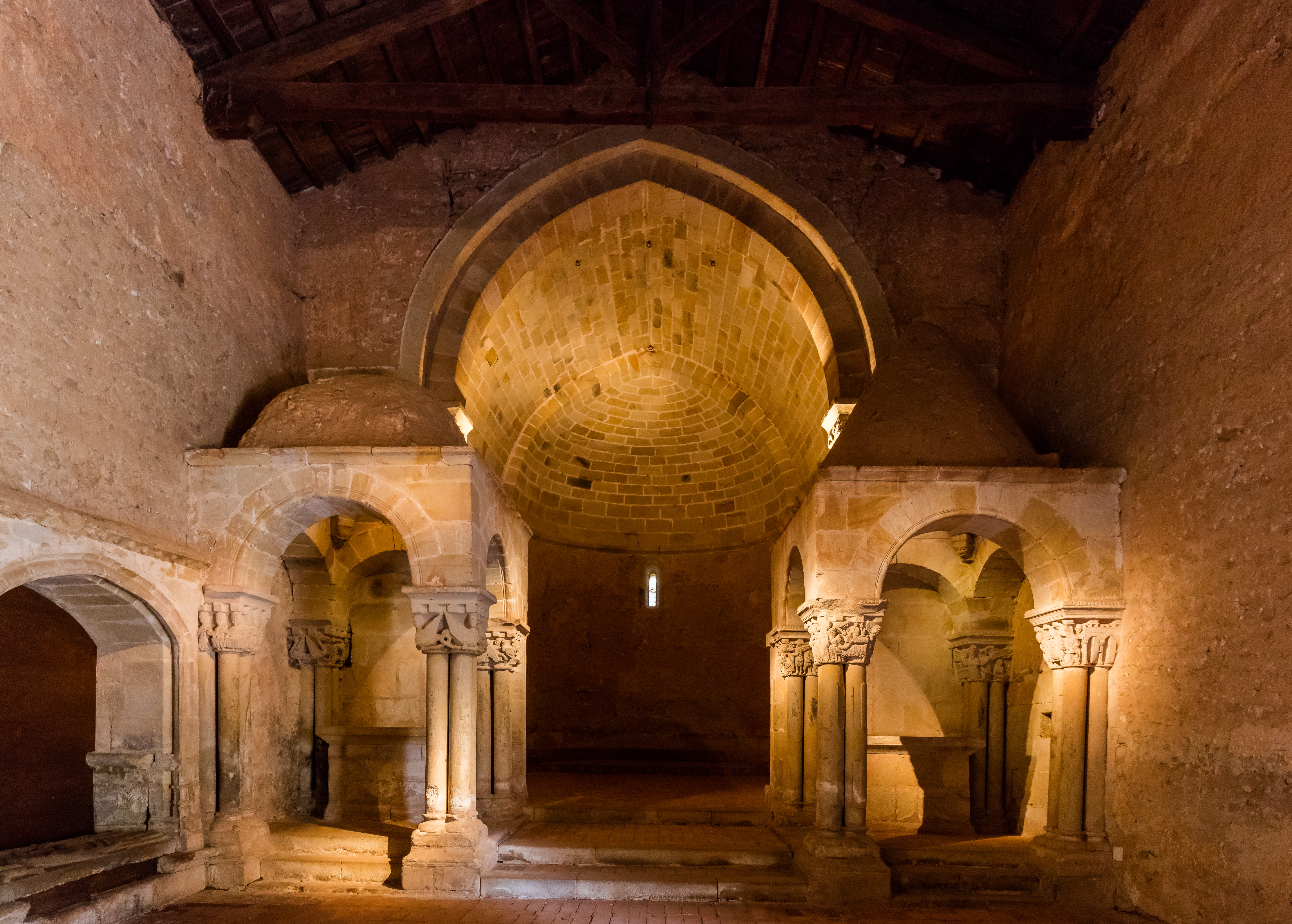
Interior de la iglesia.

La iglesia es muy sencilla, de una sola nave con presbiterio y ábside; aquel, con bóveda de medio cañón apuntado, y éste, semicircular con bóveda de horno. No tendría nada de llamativo si no fuese por los dos templetes dispuestos uno a cada lado del presbiterio a modo de iconostasio, de forma que podía cerrarse el espacio que quedaba entre ambos y ocultar al sacerdote en el momento de la consagración, siguiendo las normas del rito griego. Se trata de dos baldaquinos, de cúpula esférica, el uno, y cónica, el otro, pero en ambos casos esquifadas y montadas sobre columnas de cuádruple fuste y capitel y basa únicos. Los capiteles ostentan relieves figurativos de meritoria labra escenificando pasajes evangélicos y alegóricos. En uno de ellos se contempla la Virgen tumbada en la cama mientras una mujer arregla la almohada. San José aparece muy deteriorado, el niño en la cuna y, sobre toda la escena, la mula y el buey bajo una estrella. Es curioso ver cómo hay tal abundancia de imágenes, que las ovejas de la Anunciación invaden la escena de la Adoración de los Reyes y la Virgen y el Niño al que adoran están tan esquinados que aparecen torcidos.

## Claustro

Arcos del claustro de San Juan de Duero.

Con ser originales estos dos templetes, lo es más el claustro construido en el siglo XIII. Consta de 44 arcos que forman un cuadrilátero irregular cuyos cuatro ángulos, esto es, la propia esquina achaflanada y los semilados que en ella concurren, son diferentes entre sí. El ángulo noroccidental, anterior a los demás, es típicamente románico, con arcos de medio punto y basamento corrido. El nororiental no tiene basamento, siendo sus columnas de fustes cuádruples dispuestos en forma de cruz, y sus arcos túmidos. El vértice sudeste posee columnas acanaladas de sección cuadrada y arcos túmidos que se cruzan entre sí. El otro ángulo, el suroeste, tiene columnas de doble fuste circular y capiteles ornamentados, sobre los que apoyan los arcos apuntados que se cruzan de forma parecida a los del ángulo anterior, pero con mayor simplicidad. Se trata sin duda de uno de los espacios claustrales más excepcionales no ya de España, sino de todo Occidente, pese a haber perdido la techumbre y presentarse en la actualidad como ruina (restaurada, no obstante).
Gustavo Adolfo Bécquer escribió uno de sus más conocidos relatos, la leyenda de El Monte de las Ánimas, basándose en los Caballeros o Templarios y los parajes de su alrededor.

## Galería de imágenes

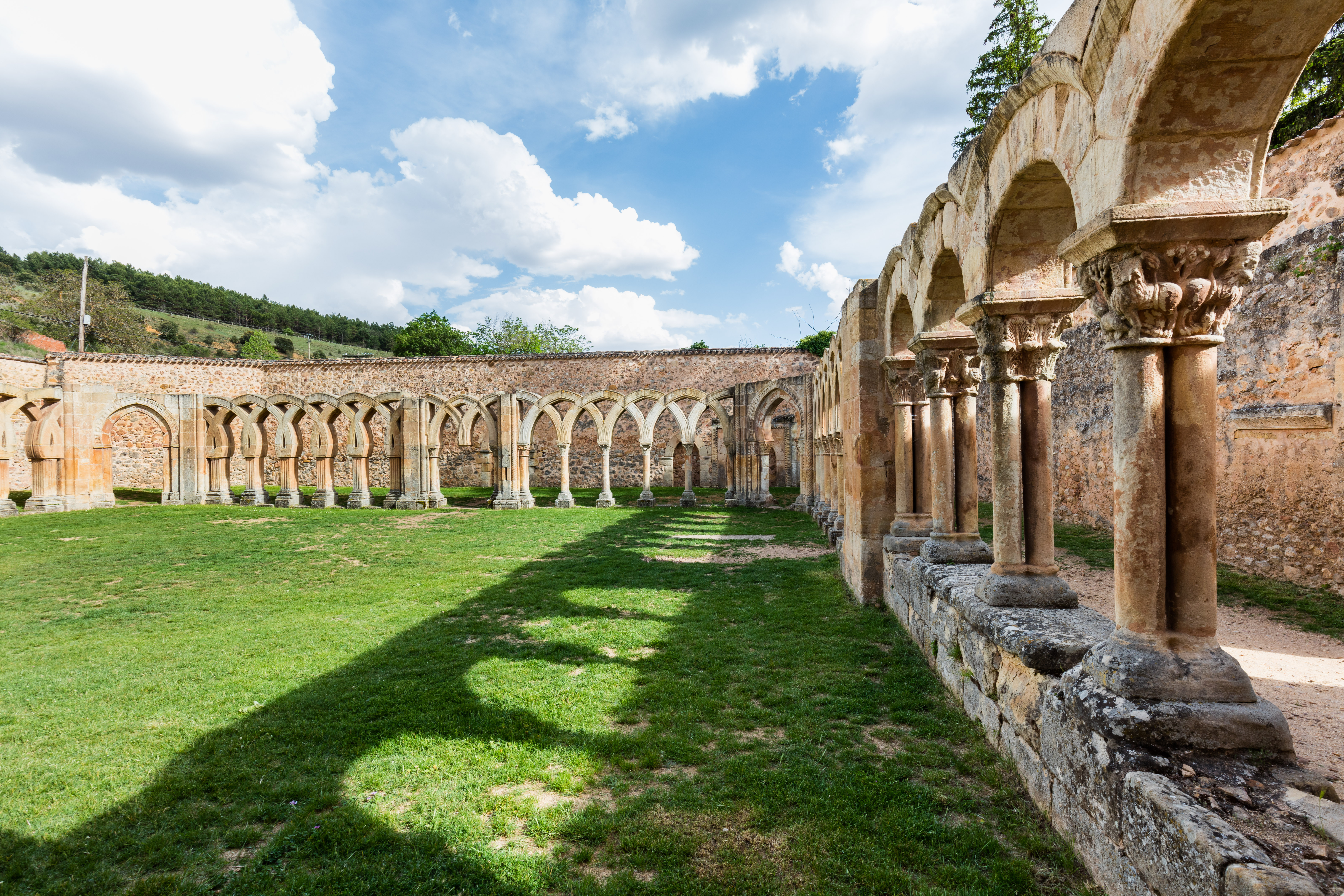
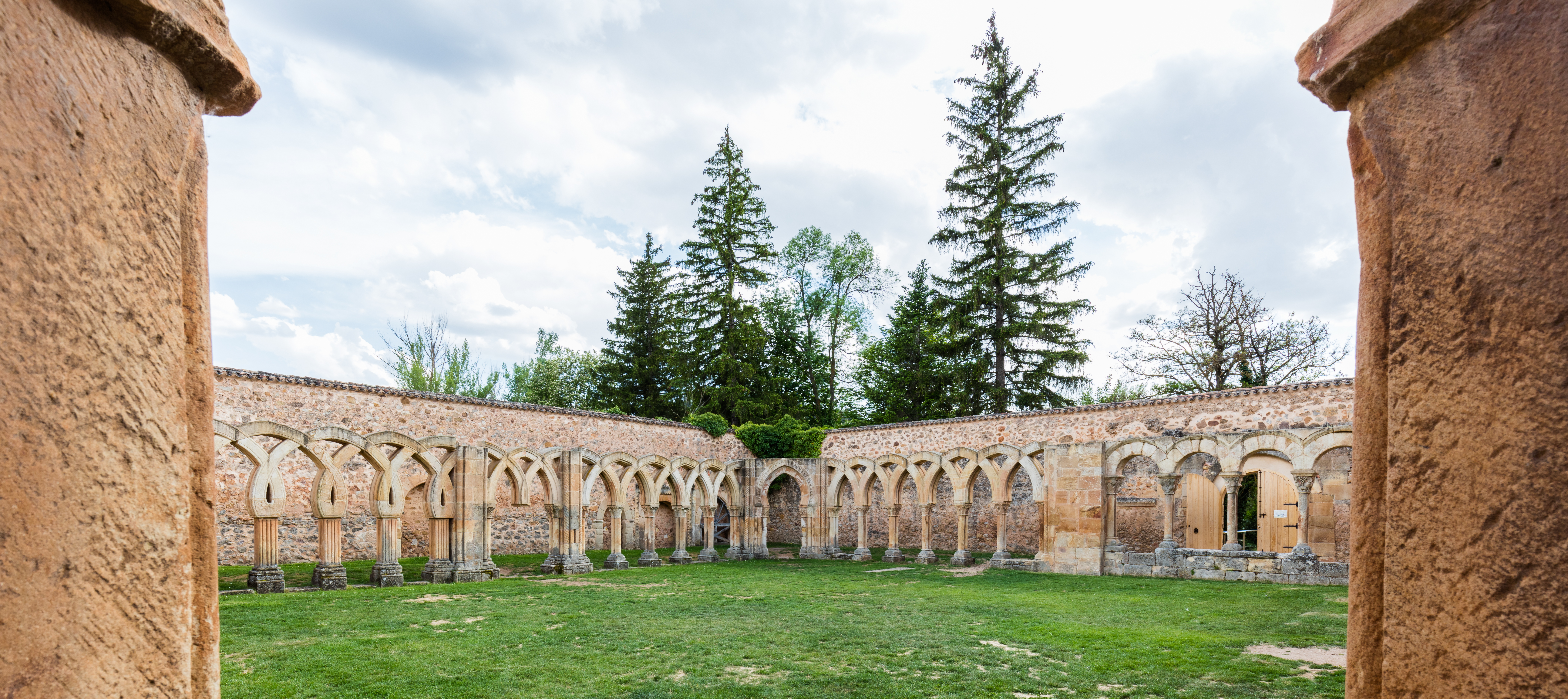
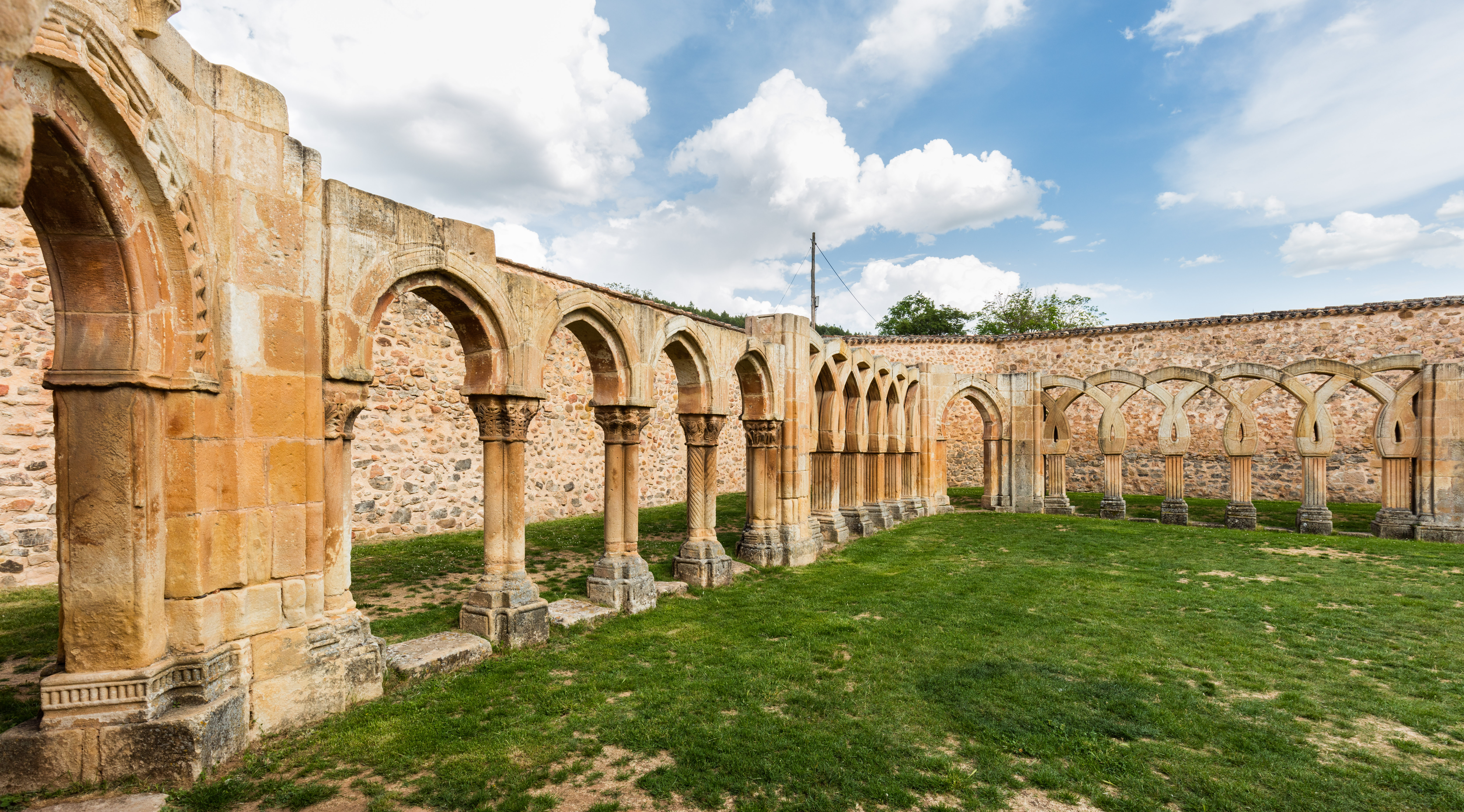
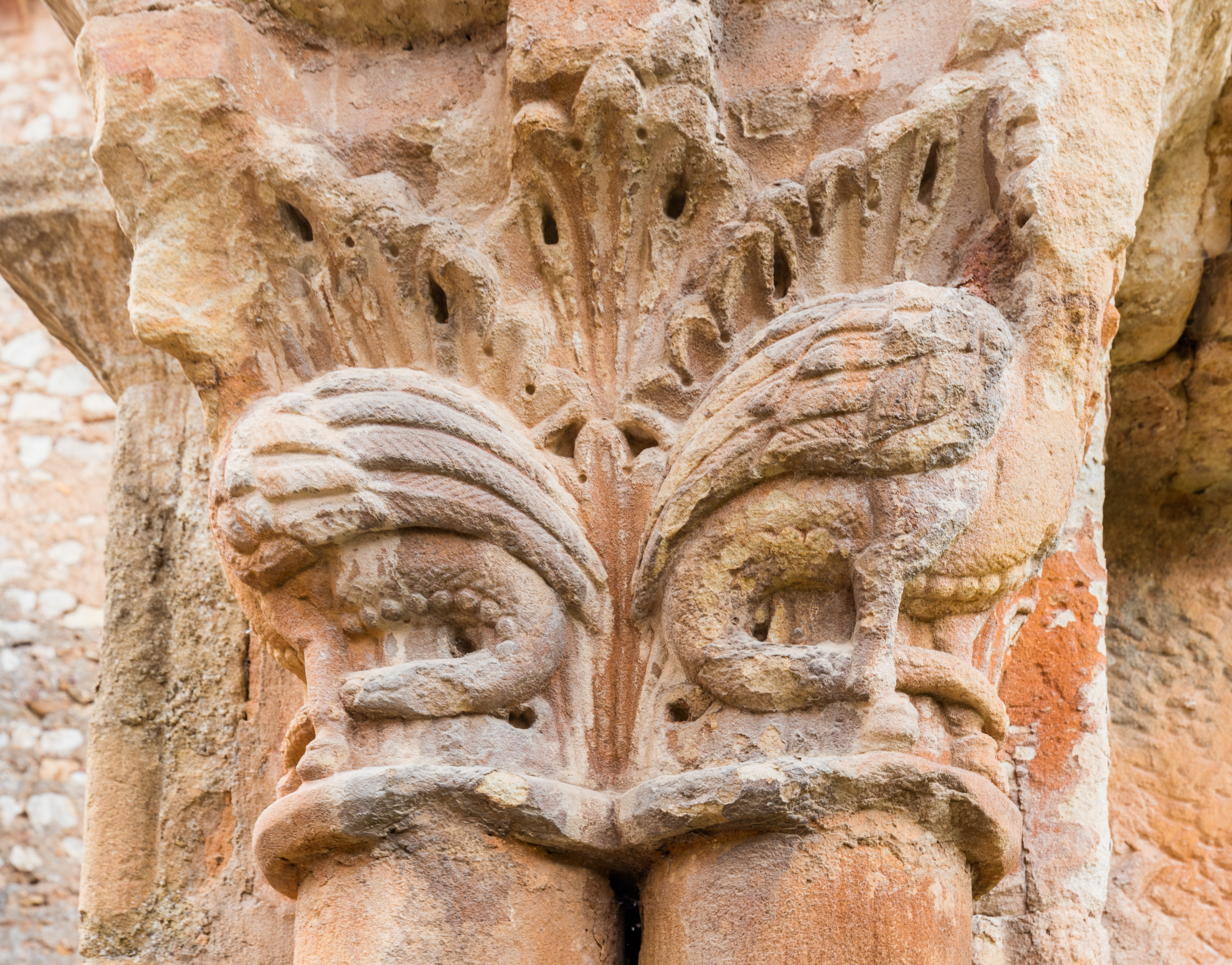
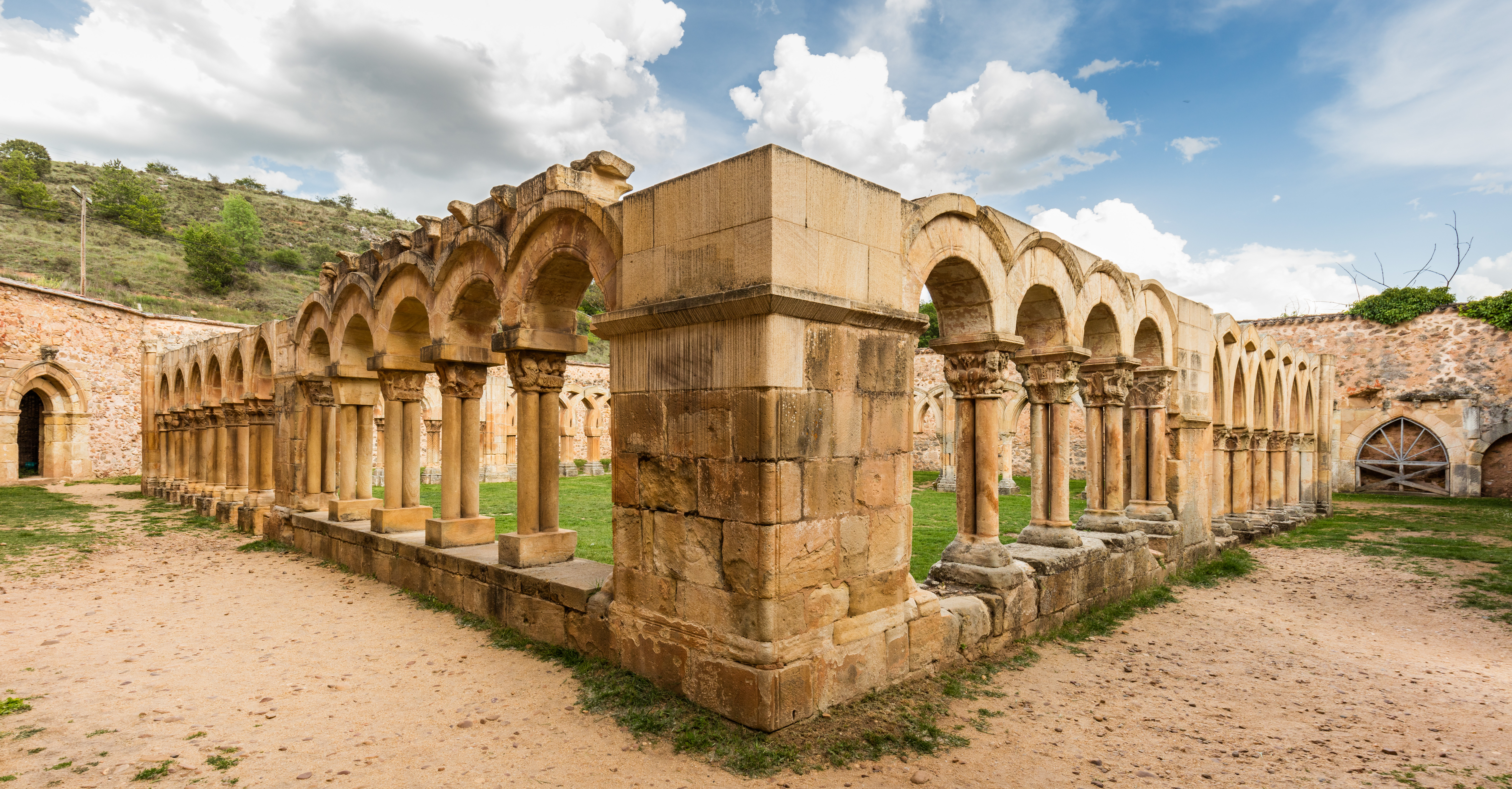
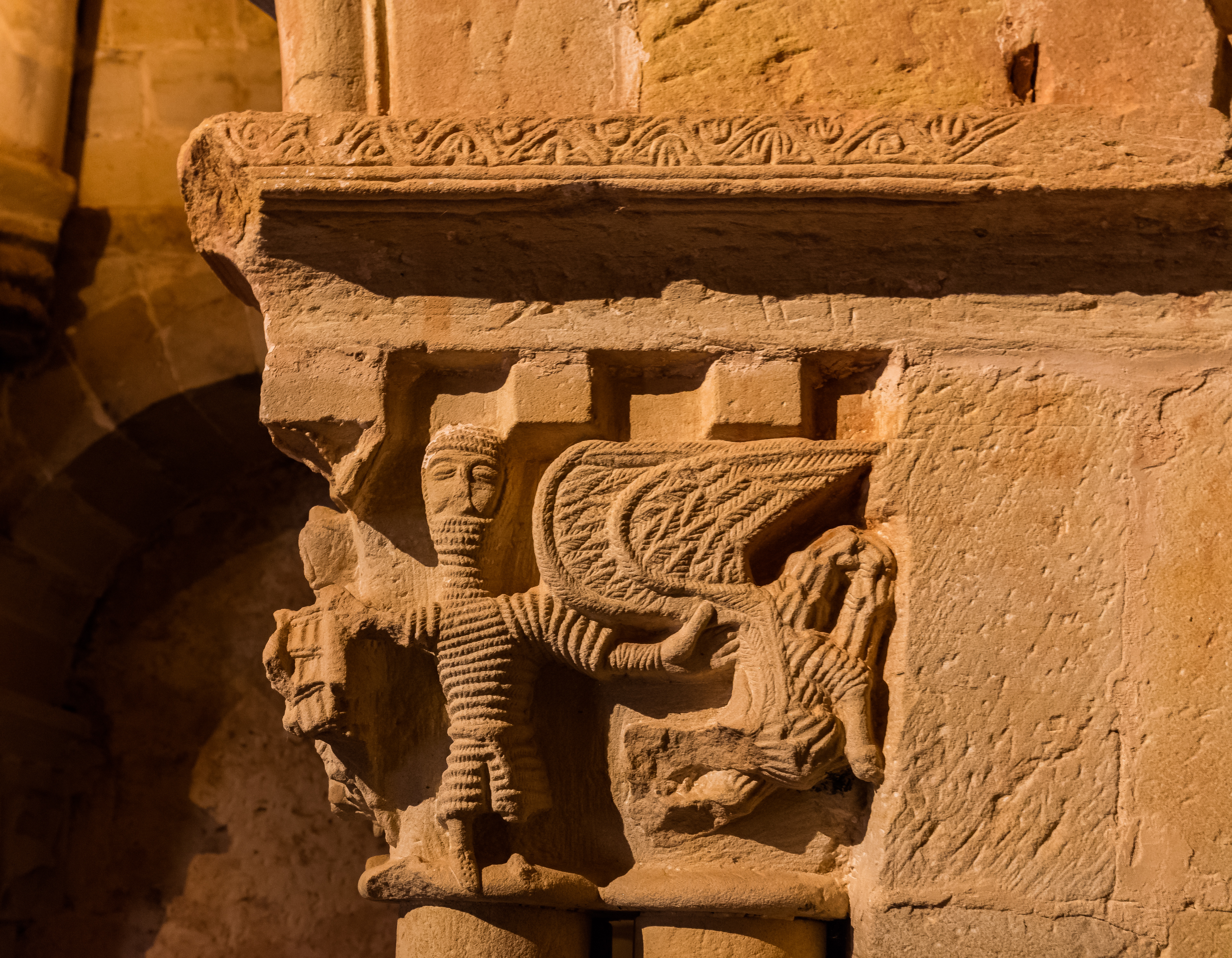
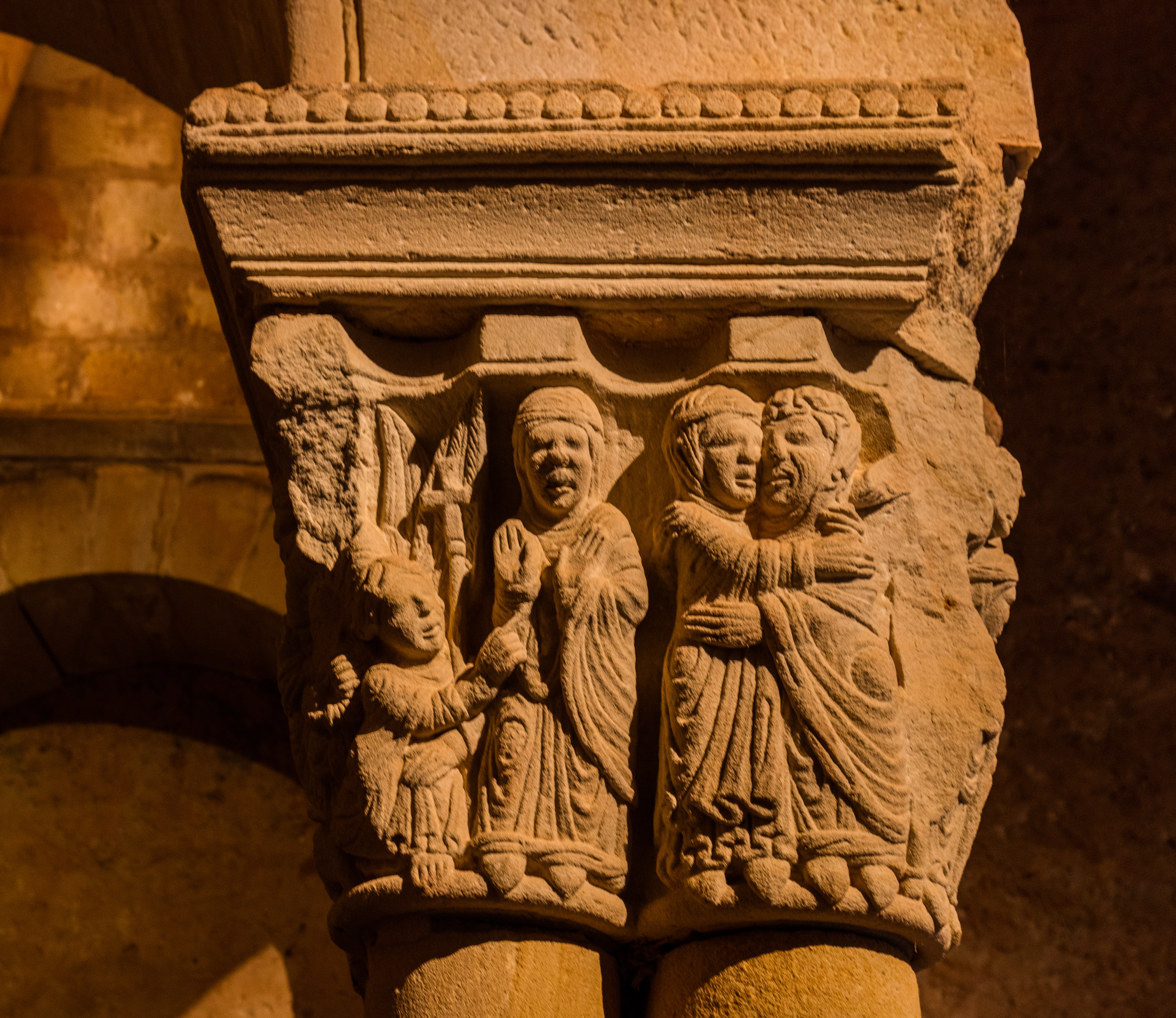
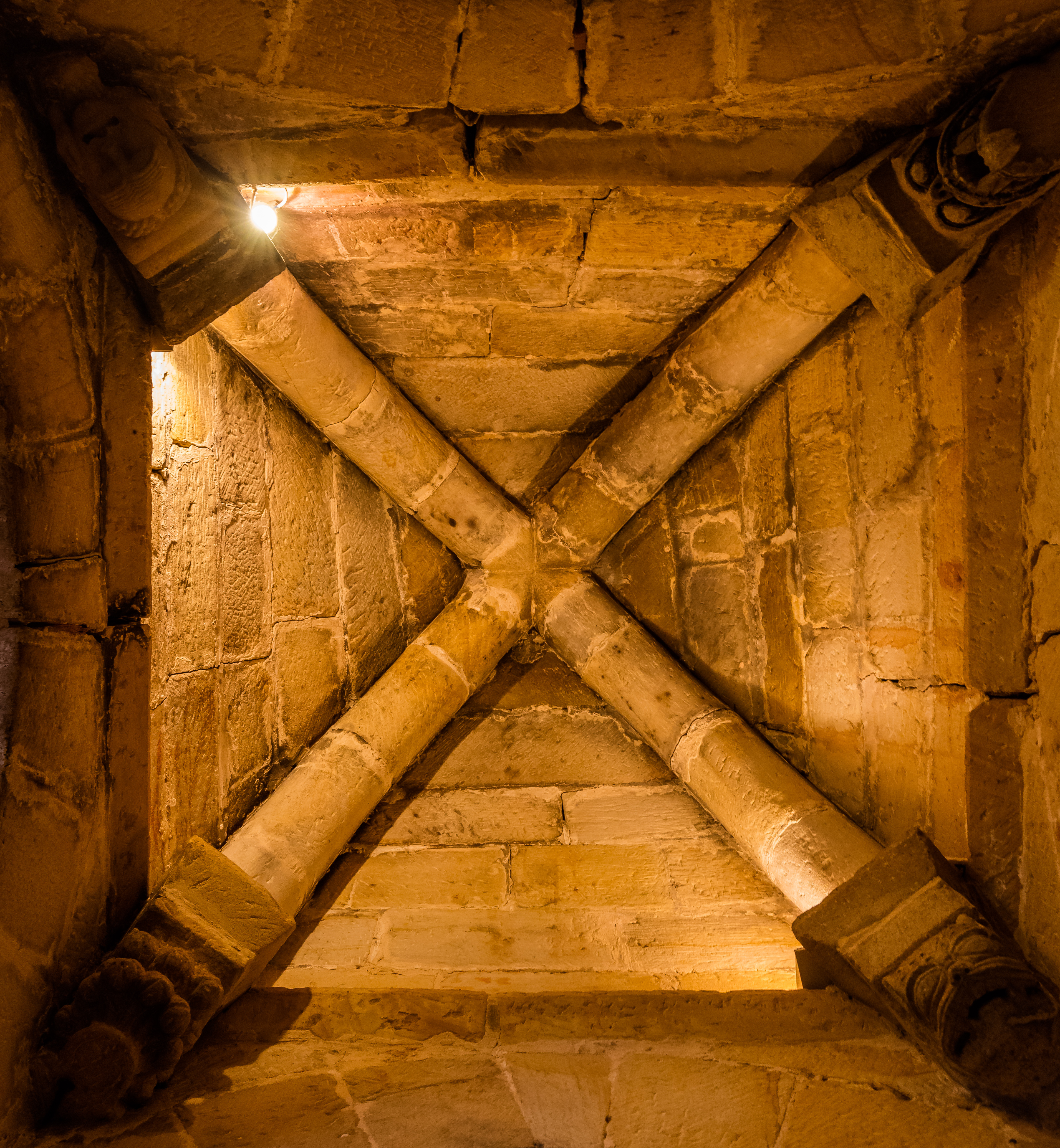